# Lilla Äskholmen
Lilla Äskholmen är en ö i Finland. Den ligger i Finska viken och i kommunen Kyrkslätt i den ekonomiska regionen  Helsingfors i landskapet Nyland, i den södra delen av landet. Ön ligger omkring 33 kilometer sydväst om Helsingfors.
Öns area är 0,6 hektar och dess största längd är 110 meter i sydöst-nordvästlig riktning.